# کلوخ پایین
کلوخ پایین، روستایی از توابع بخش قمصر شهرستان کاشان در استان اصفهان ایران است. در نزدیکی شهر میمه اصفهان است و در مجاورت روستای الزگ است. این روستای زیبا در چند سال اخیر درگیر خشکسالی بوده و با مشکل بزرگ کم‌آبی روبه روست و به این دلیل آن زیبایی خود را از دست داده است.

## جمعیت
این روستا در دهستان جوشقان قالی قرار دارد و براساس سرشماری مرکز آمار ایران در سال ۱۳۸۵، جمعیت آن ۳۷ نفر (۱۴خانوار) بوده است.